# Kazuki Saito
Kazuki Saito (født 21. november 1988) er en japansk fodboldspiller, som spiller for den japanske fodboldklub Fagiano Okayama.